# Dona Barta
Dona Barta (n. 15 septembrie 1931, Bacău, România – d. 19 ianuarie 1977, București, România) a fost o regizoare de filme documentare și scenaristă română.

## Educație
A studiat la Institutului de Artă Cinematografică din București pe care l-a absolvit în 1954.
A realizat zeci de filme documentare științifice în periada în care a lucrat la Studioul „Alexandru Sahia”.

## Filmografie
A regizat mai multe filme, majoritatea cu scop educativ:
- Moș Țepușă povestește (scurtmetraj), 1958
- Dușmani invizibili, 1960
- Dușmanul inimii, 1962
- Povestiri din lumea Mării Negre, 1962
- Din viața peștilor exotici, 1964
- Plante subacvatice, 1965
- Temă cu variațiuni, 1965
- Biocenoza de stepă, 1966
- Mlaștina tăcută, 1967
- Adaptări la animale, 1968
- Efemere, 1968[5]
- Convergență, 1968
- Relicte, 1969
- Mișcarea și sensibilitatea plantelor, 1970
- Plante acvatice, 1971
- Lumea nevăzută a Deltei, 1971
- Gâzele Deltei, 1971
- Traian Vuia, 1972
- Ecosistemul, 1972
- Animale captive, 1973
- Metamorfoze, 1973
- Varațiuni pe aceeași temă, 1974
- Acizii nucleici și rolul lor, 1974
- Virusurile, 1975
- Fluturele de mătase, 1975
- Diatomee, bijuterii ale naturii, 1976
- Și barza a venit, 1976

## Premii și recunoștință
A luat premii atât în România cât și în afara țării:
- Medalia de argint la Festivalul filmului pentru copii de la Veneția (1962) pentru filmul Povestiri din lumea Mării Negre
- Premiul pentru cel mai bun film de știință popularizantă la Mamaia (1965) pentru filmul Temă cu variațiuni
- Diplomă de onoare la Congresul AICS din Roma (1968) pentru filmul Efemere
- Delfinul de bronz la Teheran (1969) pentru Efemere
- Mențiune la Buenos Aires (1969) pentru Efemere
- Premiul „Perla TV '71” la Milano (1971) pentru Gâzele Deltei
- Premiul pentru film științific la Asociația Cineaștilor din România (ACIN) în 1974 pentru Variațiuni pe aceeași temă

„Se dedică filmelor documentare și de știintă popularizată care devin, în regia ei, documente și poeme, cercetări știintifice și meditații asupra naturii. Ele i-au adus mai multe distincții internaționale.”—Cinema nr. 11, noiembrie 1970